# Сважиниці
Сважиниці (пол. Swarzynice) — село в Польщі, у гміні Тшебехув Зеленогурського повіту Любуського воєводства.
Населення — 624 особи (2011).
У 1975-1998 роках село належало до Зеленогурського воєводства.

## Демографія
Демографічна структура станом на 31 березня 2011 року:
|          | Загалом | Допрацездатний вік | Працездатний вік | Постпрацездатний вік |
| -------- | ------- | ------------------ | ---------------- | -------------------- |
| Чоловіки | 333     | 75                 | 231              | 27                   |
| Жінки    | 291     | 63                 | 175              | 53                   |
| Разом    | 624     | 138                | 406              | 80                   |